# Dalbeattie

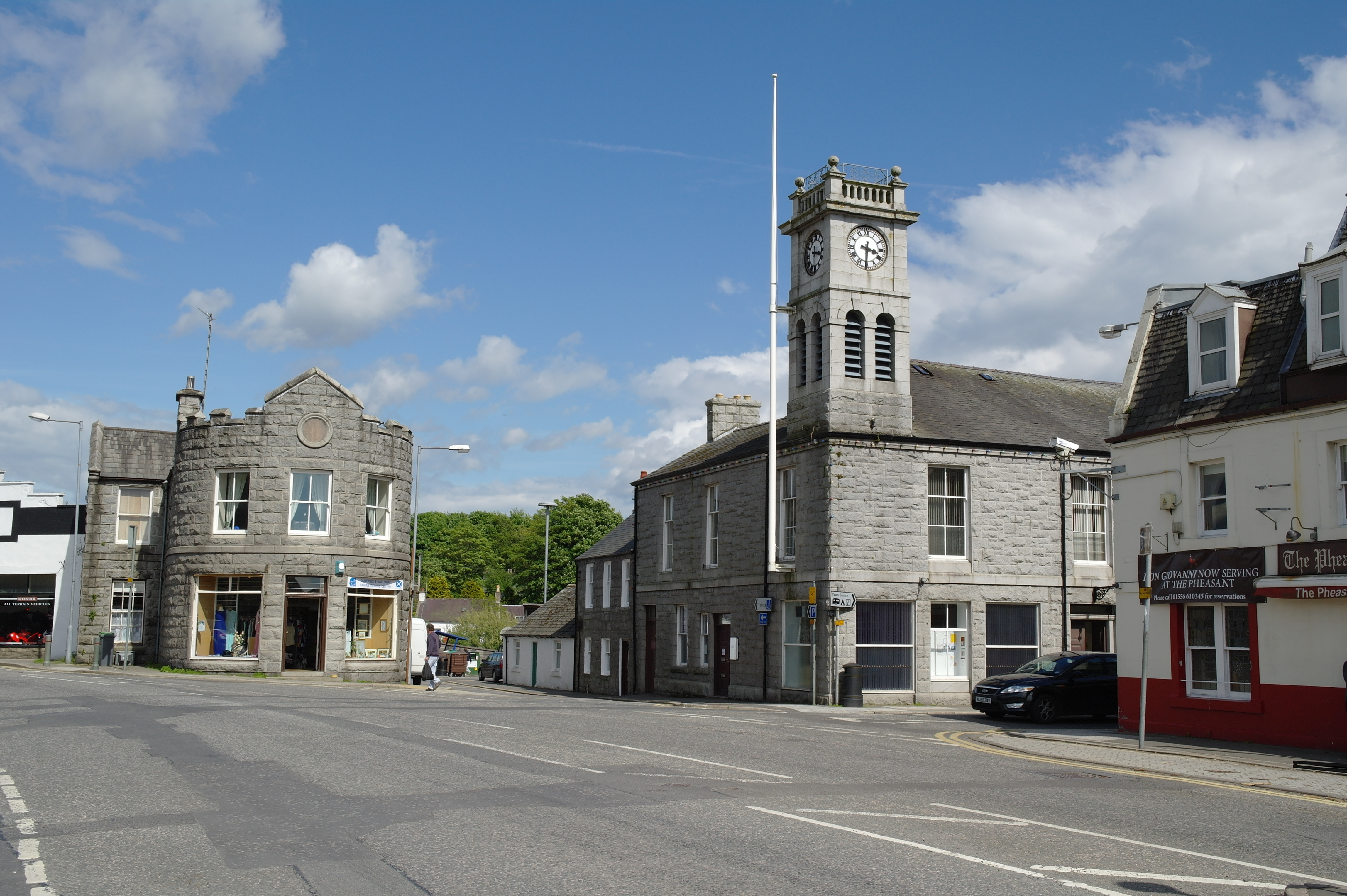
Hotel lugareño.

Dalbeattie (del escocés germánico: Dawbeatti, y este del gaélico escocés: Dail Beithe, que significa "valle del abedul") es una ciudad ubicada en Dumfries and Galloway, Escocia. La zona se emplaza en un valle boscoso y es famosa por su industria de granito y por ser el lugar natal de William McMaster Murdoch, primer oficial del RMS Titanic.

## Historia
Hay indicios de que un asentamiento existió en el sitio ya en 1658 y se lo vuelve a mencionar en 1747.
Los inicios formales de Dalbeattie se originan en 1781 cuando George Maxwell de Munches y Alexander Copeland de Kingsgrange (o Colliston) alentaron el desarrollo de un pueblo adquiriendo el terreno. Los Maxwell se apropiaron con el lado norte y los Copeland con el lado sur.
La construcción del puente sobre el río Urr en Craignair en 1797 y la rápida expansión de la industria del granito en Dalbeattie atrajeron a más personas para asentarse en el pueblo. Para 1810 el trabajo en las canteras era abundante y durante los próximos treinta años una gran cantidad de gente instaló y fundó allí sus comercios y negocios. Sin embargo, el crecimiento demográfico trajo consigo otros problemas, tales como el aumento de la incidencia de las enfermedades, incluyendo al cólera y a la tifoidea y la organización legal y jurídica.
El pueblo hoy en día ha reducido considerablemente su industria y la mayoría de los residentes se trasladan a la cercana ciudad de Dumfries por empleo. El sitio es frecuentado por turistas ya que su posición la hace accesible a la costa de Solway.